# Ratz (parti politique)
Pour les articles homonymes, voir Ratz.
Le Ratz (hébreu : רצ), officiellement Mouvement pour les droits civiques et la paix (hébreu : התנועה לזכויות האזרח ולשלום, HaTnua'a LeZkhuyot HaEzrah VeLaShalom), était un parti politique israélien de gauche de 1973 à sa fusion au sein du Meretz en 1997.

## Histoire
Le Mouvement pour les Droits civiques et la Paix fut fondé en 1973 par Shulamit Aloni, ancienne représentante à la Knesset pour l'Alignement, 48 heures après qu'elle eut quitté cette dernière. Membre du camp de la paix israélien, le parti est opposé à l'occupation de Cisjordanie et de la Bande de Gaza, et appelait à un règlement pacifique avec l'Organisation de libération de la Palestine depuis sa naissance. Le parti défend la laïcité, la séparation de la religion et de l'état, et les droits civiques et plus particulièrement les droits des femmes, un sujet cher à Shulamit Aloni. Il est aussi connu pour son combat contre la corruption et pour une constitution écrite, et Shulamit Aloni fut l'initiatrice de la sous-commission de la Knesset consacrée aux lois fondamentales d'Israël (équivalent israélien d'une constitution). Il a également longtemps soutenu une réforme électorale.
Lors de son premier test, les élections législatives de 1973, le parti obtint 2,2 % des suffrages et trois sièges à la Knesset, occupés par Shulamit Aloni, la nouvelle immigrante américaine Marcia Freedman et Boaz Moav. Le parti fut rapidement connu sous le nom de Ratz, car il utilisait les lettres Resh-Tzadik sur le bulletin de vote. Après la démission de Golda Meir du poste de Premier ministre, le parti rejoignit le gouvernement d'Yitzhak Rabin dans lequel Shulamit Aloni fut nommée ministre sans portefeuille. Cette période fut l'une des rares de l'histoire d'Israël durant laquelle aucun parti religieux ne fit partie de la coalition gouvernementale. Cette situation ne perdura que quelques mois à l'issue desquels, à l'arrivée du Parti national religieux au sein de la coalition, le Ratz la quitta.
En 1975, le parti, avec l'adjonction d'Aryeh Eliav, membre indépendant de la Knesset ayant quitté l'Alignement, forma une nouvelle formation, le Ya'ad - Mouvement des droits civiques. Cependant, il éclata l'année suivante, et le Ratz fut reformé par Shulamit Aloni et Boaz Moav. Marcia Freeman n'y revint pas, et forma à la place la Faction social-démocrate (renommée par la suite Faction socialiste indépendante) avec Aryeh Eliav, puis rompit avec le nouveau parti pour créer le Parti des femmes avant les élections législatives israéliennes de 1977. De même, avant ces élections également, la Faction socialiste indépendante fusionna avec plusieurs partis de gauche (le Moked, le Meri et les Black Panthers) afin de former le Camp de gauche d'Israël.
Le Ratz fit une piètre performance aux élections de 1977, ne remportant qu'un siège, occupé par Shulamit Aloni. Les élections législatives suivantes, en 1981, donnèrent le même résultat. Durant la session parlementaire, elle intégra le parti au sein de l'Alignement, mais re-rompit avant la fin de la session.
Avant les élections législatives de 1984, le Camp de Gauche d'Israël fusionna au sein du Ratz, dans la proportion de un à trois, avec entre autres Ran Cohen entre autres. Les élections furent une amélioration pour les deux anciens partis, le parti remportant trois sièges. Durant la session parlementaire, le parti obtint deux nouveaux sièges avec les défections de Yossi Sarid et Mordechai Virshubski respectivement de l'Alignement et du Shinouï. Le parti conserva ses cinq sièges durant les élections législatives de 1988.
Le parti, pour les élections de 1992, forma une alliance avec le Mapam et le Shinouï appelée Meretz, les partis restant indépendants au sein de l'union. Le nouveau parti remporta 12 sièges, 2 de plus que ce qu'avaient obtenus les partis dans la précédente Knesset. Shulamit Aloni perdit, peu avant les élections de 1996, la direction du parti au profit de Yossi Sarid lors d'élections internes, et prit immédiatement sa retraite politique. En 1997, la fusion fut rendue officielle (bien que de plusieurs membres du Shinouï, menés par Avraham Poraz, la quittèrent pour fonder un parti indépendant et que David Zucker prit son indépendance) et le Ratz cessa d'exister.

## Représentants à la Knesset
| Knesset (Nombre d'élus) | Représentants |
| ----------------------- | --- |
| 8e (1973-1977) (3 –1)   | Shulamit Aloni, Boaz Moav – Marcia Freedman (à la Faction sociale-démocrate                                                                 |
| 10e (1981-1984) (1)     | Shulamit Aloni |
| 11e (1984-1988) (3 +2)  | Shulamit Aloni, Mordechai Bar-On (remplacé par David Zucker), Ran Cohen + Yossi Sarid (de l'Alignement) + Mordechai Virshubski (du Shinouï) |
| 12e (1988-1932) (5)     | Shulamit Aloni, Ran Cohen, Yossi Sarid, Mordechai Virshubski, David Zucker                                                                  |